# Biedowo
Biedowo [bʲɛˈdɔvɔ] (tiếng Đức: Maraunen)  là một ngôi làng thuộc khu hành chính của Gmina Barczewo, thuộc huyện Olsztyński, Warmińsko-Mazurskie, ở miền bắc Ba Lan. Nó nằm khoảng 4 kilômét (2 mi) phía tây Barczewo và 12 km (7 mi) về phía đông bắc của thủ đô khu vực Olsztyn.
Trước năm 1772, khu vực này là một phần của Vương quốc Ba Lan, 1772-1945 Phổ và Đức (Đông Phổ).
Ngôi làng có dân số 140 người.